# Портных, Иван
Иван Николаевич Портных (болг. Иван Николаевич Портних; род. 18 ноября 1976, София) — болгарский политик, бывший кмет (мэр) Варны.

## Биография
Родился 18 ноября 1976 года в городе Софии. Мать болгарка, отец — русский.
Окончил Девятую гимназию в Софии с углубленным изучением французского языка. Позже окончил Университет национального и мирового хозяйства в Софии. Учился также в университете г. Нанта во Франции по специальности администрация бизнеса. С 2001 года является генеральным менеджером Гранд отеля в городе Варна.
В 2011 году был выбран в муниципальный совет города из списка партии ГЕРБ. 7 июля 2013 года после отставки предыдущего мэра Кирилла Йорданова одержал победу на выборах мэра города. На выборах в 2019 году был переизбран во втором туре, победив националиста Костадина Костадинова.
Является первым мэром Варны русского происхождения. До 2011 года.
имел российское гражданство.
Кроме болгарского, владеет русским, французским и английским языками.
Женат, имеет сына Николая и дочь (родилась 07.10.2015).